# Walter Boyce
Walter Boyce (ur. 29 października 1946) – kanadyjski kierowca rajdowy, pięciokrotny mistrz kraju.

## Biografia
Starty w rajdach rozpoczął Fordem Cometem w 1967 roku. Następnie rywalizował Datsunem. Od 1969 roku jego pilotem był Doug Woods. W latach 1970–1974 załoga zdobywała mistrzostwo Kanady. W 1971 roku podjął starty Toyotą Corollą. W 1973 roku Boyce, startem w Rajdzie Press-on-Regardless, zadebiutował na mistrzostwach świata. Kierowca od początku objął prowadzenie i wygrał. W 1974 roku zajął trzecie miejsce w Rajdzie Rideau Lakes. W 1977 roku startował Triumphem TR7, którym zajął m.in. ósmą pozycję w Rajdzie Critérium Molson du Québec. W latach 1978–1979 rywalizował Saabem 99 EMS, a w sezonach 1981–1982 – Ładą 1500. W 1982 roku zdobył mistrzostwo Kanady w klasie produkcyjnej. Od sezonu 1983 uczestniczył w SCCA ProRally, początkowo Fordem Escortem, a następnie Dodge’em Omni i Volkswagenem Golf II GTi 16V. Po 1986 roku zakończył karierę.

## Wyniki w rajdach WRC
| Legenda oznaczeń w tabelach dot. wyników | Legenda oznaczeń w tabelach dot. wyników |
| Oznaczenie                               | Wyjaśnienie |
| ---------------------------------------- | --- |
| Złoty                                    | Zwycięzca |
| Srebrny                                  | 2. miejsce |
| Brązowy                                  | 3. miejsce |
| Zielony                                  | Ukończył, punktował (w klasyfikacji generalnej gdy kierowca był sklasyfikowany oznacza zdobycie punktów w rajdzie poza trzema powyższymi opcjami) |
| Niebieski                                | Ukończył, nie punktował |
| Różowy                                   | Nie ukończył (NU) |
| Czarny                                   | Zdyskwalifikowany (DK) |
| Biały                                    | Nie został zgłoszony (-) |

| Sezon | Zespół | Samochód                   | 1     | 2     | 3     | 4     | 5     | 6      | 7      | 8     | 9     | 10    | 11    | 12    | 13      | 14 | 15 | 16 | Punkty | Miejsce |
| ----- | ------ | -------------------------- | ----- | ----- | ----- | ----- | ----- | ------ | ------ | ----- | ----- | ----- | ----- | ----- | ------- | -- | -- | -- | ------ | ------- |
| 1973  |        | Toyota Corolla Levin TE 27 | MCO - | SWE - | POR - | KEN - | MAR - | GRE -  | POL -  | FIN - | AUT - | ITA - | USA 1 | GBR - | FRA -   |    |    |    | 0      | -       |
| 1974  |        | Toyota Celica 1600         | POR - | KEN - | FIN - | ITA - | CAN 3 | USA NU | GBR -  | FRA - |       |       |       |       |         |    |    |    | 0      | -       |
| 1977  |        | Triumph TR7                | MCO - | SWE - | POR - | KEN - | NZL - | GRE -  | FIN -  | CAN 8 | ITA - | FRA - | GBR - |       |         |    |    |    | 0      | -       |
| 1978  |        | Saab 99 EMS                | MCO - | SWE - | KEN - | POR - | GRE - | FIN -  | CAN 10 | ITA - | CIV - | FRA - | GBR - |       |         |    |    |    | 0      | -       |
| 1986  |        | Volkswagen Golf II GTi 16V | MCO - | SWE - | POR - | KEN - | FRA - | GRE -  | NZL -  | ARG - | FIN - | CIV - | ITA - | GBR - | USA WYK |    |    |    | 0      | -       |